# جوني بريستول
جوني بريستول (بالإنجليزية: Johnny Bristol)‏ هو منتج أسطوانات وموسيقي ومغني ومغن مؤلف أمريكي، ولد في 3 فبراير 1939 في مورغانتون في الولايات المتحدة، وتوفي في 21 مارس 2004 في هويل في الولايات المتحدة.

## وصلات خارجية
- جوني بريستول على موقع IMDb (الإنجليزية)
- جوني بريستول على موقع ميوزك برينز (الإنجليزية)
- جوني بريستول على موقع أول ميوزيك (الإنجليزية)
- جوني بريستول على موقع ديسكوغز (الإنجليزية)